# تکنوبوی
کریستیانو گیوسبرتی (زادهٔ ۱۹ دسامبر ۱۹۷۰) که بیشتر با نام حرفه‌ای تکنوبوی شناخته می‌شود، یک دی‌جی و تهیّه‌کنندهٔ موسیقی اهل ایتالیا است که در سبک هارداستایل فعّالیّت می‌کند.
او از سال ۱۹۹۲ تا کنون در عرصهٔ موسیقی به فعّالیّت مشغول است.